# Кирпичёва, Ираида Константиновна
Ираида Константиновна Кирпичёва (17 июля 1922, Борисново, Мещовский уезд, Калужская губерния, РСФСР — 1 октября 1994, Санкт-Петербург, РФ) — советский библиограф

, библиографовед, библиотековед, педагог, доктор педагогических наук (1974), Заслуженный работник культуры РСФСР (1975).

## Биография
Родилась 17 июля 1922 года в Бориснове в семье служащего, которого репрессировали в 1933 году. Окончив с отличием среднюю школу № 422, поступила на литературный факультет МГПИ, однако осенью 1941 года занятия прервались в связи с ВОВ, и она была вынуждена пойти работать на оборонный завод в МО. Затем работала библиотекарем в ЦГДБ, и там ей предложили связать свою жизнь с библиотековедением. В 1942 году она была переведена на 2-й курс МГИКа (библиографический факультет), который с отличием окончила в 1944 году и поступила на аспирантуру. После окончания аспирантуры некоторое время работала на кафедре библиографии МГИКа. В 1950 году была уволена как дочь врага народа, и тогда её пригласили в Ленинград в ГПБ, где она проработала там вплоть до 1983 года, после чего вышла на пенсию.
Скончалась 1 октября 1994 года в Санкт-Петербурге. Похоронена на Северном кладбище.

## Научные работы
Основные научные работы посвящены библиотековедению. Автор свыше 130 научных работ и ряд научно-методических пособий по библиографии, а также монографии «Специалист — библиотека — библиография» (1971).
- Инициатор и руководитель первых семинаров по основам библиотечно-библиографических знаний для читателей.